# 1791 na música

## Eventos
- Estreia a Ópera La Clemenzia di Tito, de Wolfgang Amadeus Mozart.
- 30 de Setembro - Estreiam as obra A Flauta Mágica (Die Zauberflöte) e Concerto para Clarinete KV 622, de Wolfgang Amadeus Mozart, em Viena.

## Nascimentos
| Data            | Nome                        | Profissão             | Nacionalidade | Observações | Ref |
| --------------- | --------------------------- | --------------------- | ------------- | ----------- | --- |
| 28 de Janeiro   | Ferdinand Hérold            | compositor            | França        | m. 1833     |     |
| 20 de Fevereiro | Carl Czerny                 | pianista e compositor | Áustria       | m. 1857     |     |
| 26 de Julho     | Franz Xaver Wolfgang Mozart | compositor            | Áustria       | m. 1844     |     |
| 5 de Setembro   | Giacomo Meyerbeer           | compositor            | Alemanha      | m. 1864     |     |

## Mortes
| Data           | Nome                    | Profissão                    | Nacionalidade | Observações | Ref |
| -------------- | ----------------------- | ---------------------------- | ------------- | ----------- | --- |
| 17 de Setembro | Tomás de Iriarte        | escritor e crítico de música | Portugal      | n. 1750     | .   |
| 5 de Dezembro  | Wolfgang Amadeus Mozart | compositor                   | Áustria       | n. 1756     |     |